# Bloedtransfusiewedstrijd
Van 1931 tot en met 1939 was de jaarlijks gespeelde bloedtransfusiewedstrijd tussen Sparta en Feijenoord een begrip in Rotterdam. De opbrengst van deze liefdadigheidswedstrijd kwam geheel ten goede van de in Rotterdam gevestigde bloedtransfusiedienst van het Rode Kruis. Deze serie wedstrijden ontstond uit de vriendschap tussen Jan Wolff en de voorzitter van de bloedtransfusiedienst. Deze Dr. H.C.J.M. van Dijk was naast zijn werk voor de bloedtransfusiedienst werkzaam als geneesheer in het Sint Franciscus Gasthuis aan de Schiekade.
Jan Wolf wist de besturen van diverse clubs ervan te overtuigen alle mogelijke medewerking aan de organisatie van de benefietwedstrijd te geven. Diverse clubs lieten hem weten tegen Sparta Rotterdam te willen spelen voor het goede doel. Uiteindelijk viel de keuze op Feijenoord als sparringpartner voor Sparta. Een bijkomend voordeel voor de organisatie was dat Sparta Het Kasteel gratis ter beschikking van het Rode Kruis stelde.
De grote inspanningen van Dr. H.C.J.M. van Dijk en Jan Wolff wekte grote interesse binnen en buiten de sportwereld. Een belangstelling die werd vergroot toen bleek dat de prijsuitreiking jaarlijks zou worden gedaan door een lid van het Koninklijk Huis. In de praktijk waren dit Prins Hendrik en na diens overlijden Prinses Juliana.

## Wedstrijden
|      |        |                 |            |                                 |
| 1931 | Sparta | 1 - 1 (Spa wns) | Feijenoord | Stadion: Het Kasteel, Rotterdam |
| 1931 |        |                 |            | Stadion: Het Kasteel, Rotterdam |
| 1931 |        |                 |            | Stadion: Het Kasteel, Rotterdam |
| 1931 |        |                 |            | Stadion: Het Kasteel, Rotterdam |
|      |        |                 |            |                                 |

|      |        |       |            |                                 |
| 1932 | Sparta | 5 - 1 | Feijenoord | Stadion: Het Kasteel, Rotterdam |
| 1932 |        |       |            | Stadion: Het Kasteel, Rotterdam |
| 1932 |        |       |            | Stadion: Het Kasteel, Rotterdam |
| 1932 |        |       |            | Stadion: Het Kasteel, Rotterdam |
|      |        |       |            |                                 |

|      |        |       |            |                                 |
| 1933 | Sparta | 1 - 3 | Feijenoord | Stadion: Het Kasteel, Rotterdam |
| 1933 |        |       |            | Stadion: Het Kasteel, Rotterdam |
| 1933 |        |       |            | Stadion: Het Kasteel, Rotterdam |
| 1933 |        |       |            | Stadion: Het Kasteel, Rotterdam |
|      |        |       |            |                                 |

|      |        |                 |            |                                 |
| 1934 | Sparta | 3 - 3 (Spa wns) | Feijenoord | Stadion: Het Kasteel, Rotterdam |
| 1934 |        |                 |            | Stadion: Het Kasteel, Rotterdam |
| 1934 |        |                 |            | Stadion: Het Kasteel, Rotterdam |
| 1934 |        |                 |            | Stadion: Het Kasteel, Rotterdam |
|      |        |                 |            |                                 |

|      |        |        |            |                                 |
| 1935 | Sparta | 1 - 10 | Feijenoord | Stadion: Het Kasteel, Rotterdam |
| 1935 |        |        |            | Stadion: Het Kasteel, Rotterdam |
| 1935 |        |        |            | Stadion: Het Kasteel, Rotterdam |
| 1935 |        |        |            | Stadion: Het Kasteel, Rotterdam |
|      |        |        |            |                                 |

|      |        |       |            |                                 |
| 1936 | Sparta | 3 - 1 | Feijenoord | Stadion: Het Kasteel, Rotterdam |
| 1936 |        |       |            | Stadion: Het Kasteel, Rotterdam |
| 1936 |        |       |            | Stadion: Het Kasteel, Rotterdam |
| 1936 |        |       |            | Stadion: Het Kasteel, Rotterdam |
|      |        |       |            |                                 |

|      |        |       |            |                                 |
| 1938 | Sparta | 0 - 1 | Feijenoord | Stadion: Het Kasteel, Rotterdam |
| 1938 |        |       |            | Stadion: Het Kasteel, Rotterdam |
| 1938 |        |       |            | Stadion: Het Kasteel, Rotterdam |
| 1938 |        |       |            | Stadion: Het Kasteel, Rotterdam |
|      |        |       |            |                                 |

|      |        |       |            |                                 |
| 1939 | Sparta | 1 - 7 | Feijenoord | Stadion: Het Kasteel, Rotterdam |
| 1939 |        |       |            | Stadion: Het Kasteel, Rotterdam |
| 1939 |        |       |            | Stadion: Het Kasteel, Rotterdam |
| 1939 |        |       |            | Stadion: Het Kasteel, Rotterdam |
|      |        |       |            |                                 |

## Trivia
- In 1937 werd er geen wedstrijd gespeeld. Feijenoord deed mee om het Nederlands kampioenschap, mede daardoor werd er geen datum gevonden waarop Prinses Juliana aanwezig kon zijn.
- In 2016 spelen Sparta Rotterdam en Feyenoord opnieuw een benefietwedstrijd, ditmaal voor de Nederlandse Hartstichting